# Hans Heinrich Grotjahn
Hans Heinrich Grotjahn, getauft als Heinrich Karl Wilhelm Grotjahn (* 17. Juli 1887 in Hannover; † 9. Januar 1962 in Stuttgart-Vaihingen), war ein deutscher Architekt. Ausgehend von der Reformarchitektur und dem Heimatschutzstil schuf er später von Expressionismus und Elementen des Art déco beeinflusste Bauten und wandte sich Ende der 1920er Jahre auf dem Höhepunkt seines Schaffens der Neuen Sachlichkeit und dem Neuen Bauen zu.

## Leben
Grotjahn war Sohn eines Maurermeisters. Er absolvierte zunächst eine Kaufmannslehre in Hannover. Ab 1903 besuchte er die Baugewerkschule Hildesheim und ab 1905 als Hospitant (Gasthörer) die Technische Hochschule Stuttgart. Von 1914 bis 1919 war er in sächsischen Militärbauämtern tätig. Ab 1917 arbeitete er als Architekt in Leipzig. Sein Hauptwerk, die 1930 bis 1932 errichtete Versöhnungskirche in Leipzig-Gohlis, gilt als eine der konsequentesten Umsetzungen der Ideen des Neuen Bauens bei einem Kirchenbau in Deutschland. Für den Bau hatte er zuvor in einem Wettbewerb drei Entwürfe vorgelegt, von denen zwei prämiert wurden. Ab 1933 mit der Machtübernahme der Nationalsozialisten erhielt Grotjahn als Vertreter der Klassischen Moderne keine öffentlichen Aufträge mehr. 1936 verzog er nach Vaihingen bei Stuttgart, dem Heimatort seiner Frau. Grotjahn war Mitglied im Bund Deutscher Architekten (BDA).

## Bauten und Entwürfe

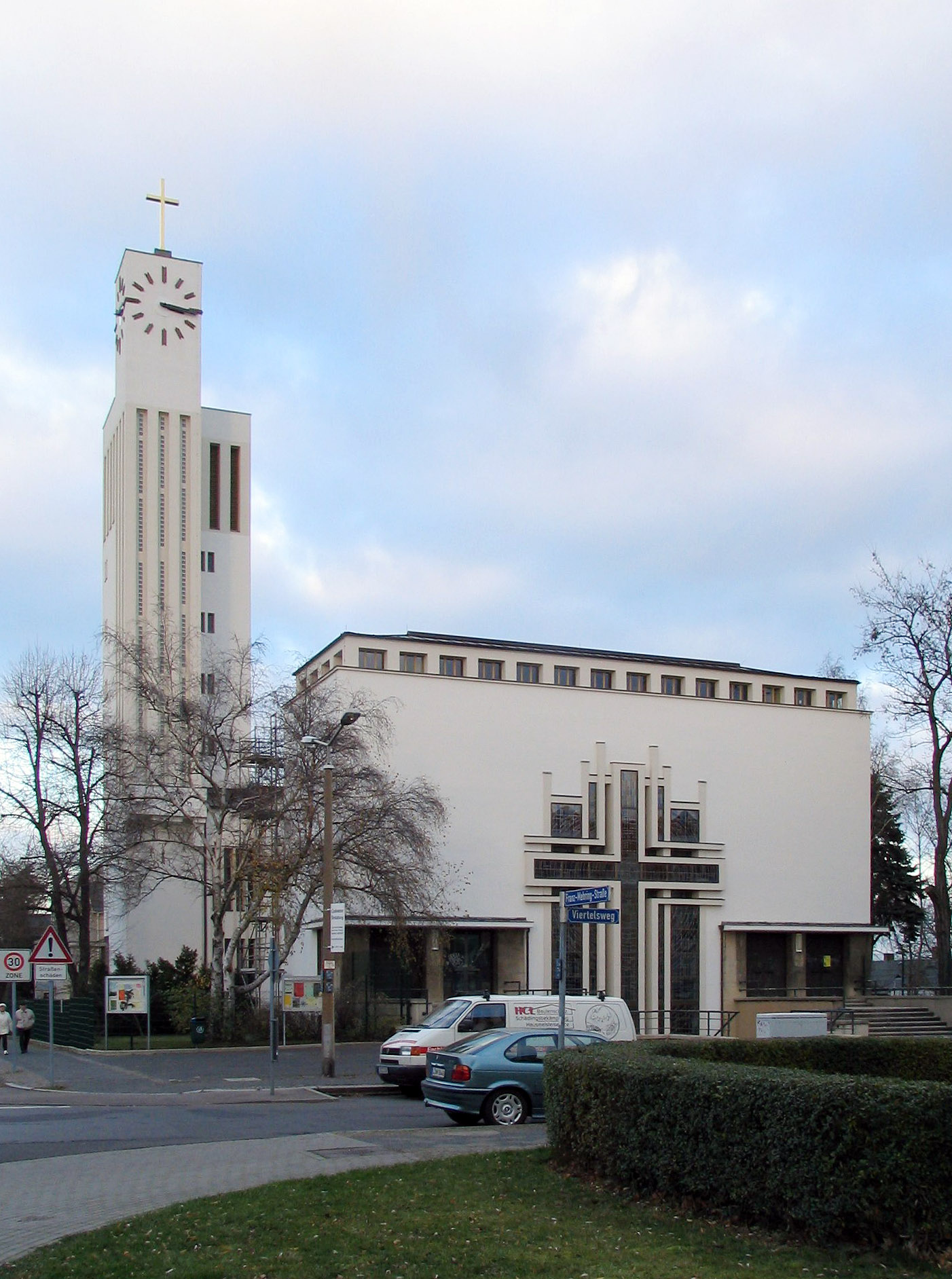
Versöhnungskirche in Leipzig-Gohlis

- 1915: Wettbewerbsentwurf, zur Ausführung nach 1918 vorgesehen: Gesellschaftshaus „Bürgerressource“ in Stralsund (vorgesehener Bauplatz: Ecke Knieperdamm / Strandstraße).

- 1922: Wettbewerbsentwurf für neues Rathaus in Schöneck/Vogtland (Gewinnerentwurf), Ausführung 1923
- 1925/26: Rathaus in Mölkau
- 1928: Wettbewerbsentwurf für ein Verwaltungsgebäude der Allgemeinen Ortskrankenkasse Dessau (ausgezeichnet mit dem 1. Preis)[2]
- 1928: Wettbewerbsentwurf für die Erweiterung des Berliner Reichstagsgebäudes (ausgezeichnet mit dem 2. Preis)
- Wettbewerbsentwurf 1928, Ausführung 1930–1932: Ev.-luth. Versöhnungskirche in Gohlis Leipzig-Gohlis, Ecke Franz-Mehring-Straße/Viertelsweg (in der Nähe der Krochsiedlung)
- 1929: Verwaltungsgebäude der Allgemeinen Ortskrankenkasse in Colditz
- 1929: Wohnbauten in der Magdeburger Straße 18–32 in Leipzig-Gohlis
- 1929: Wettbewerbsentwurf für einen Erweiterungsbau des Stadtmuseums Bautzen (ausgezeichnet mit einem Ankauf, nicht ausgeführt)[3]

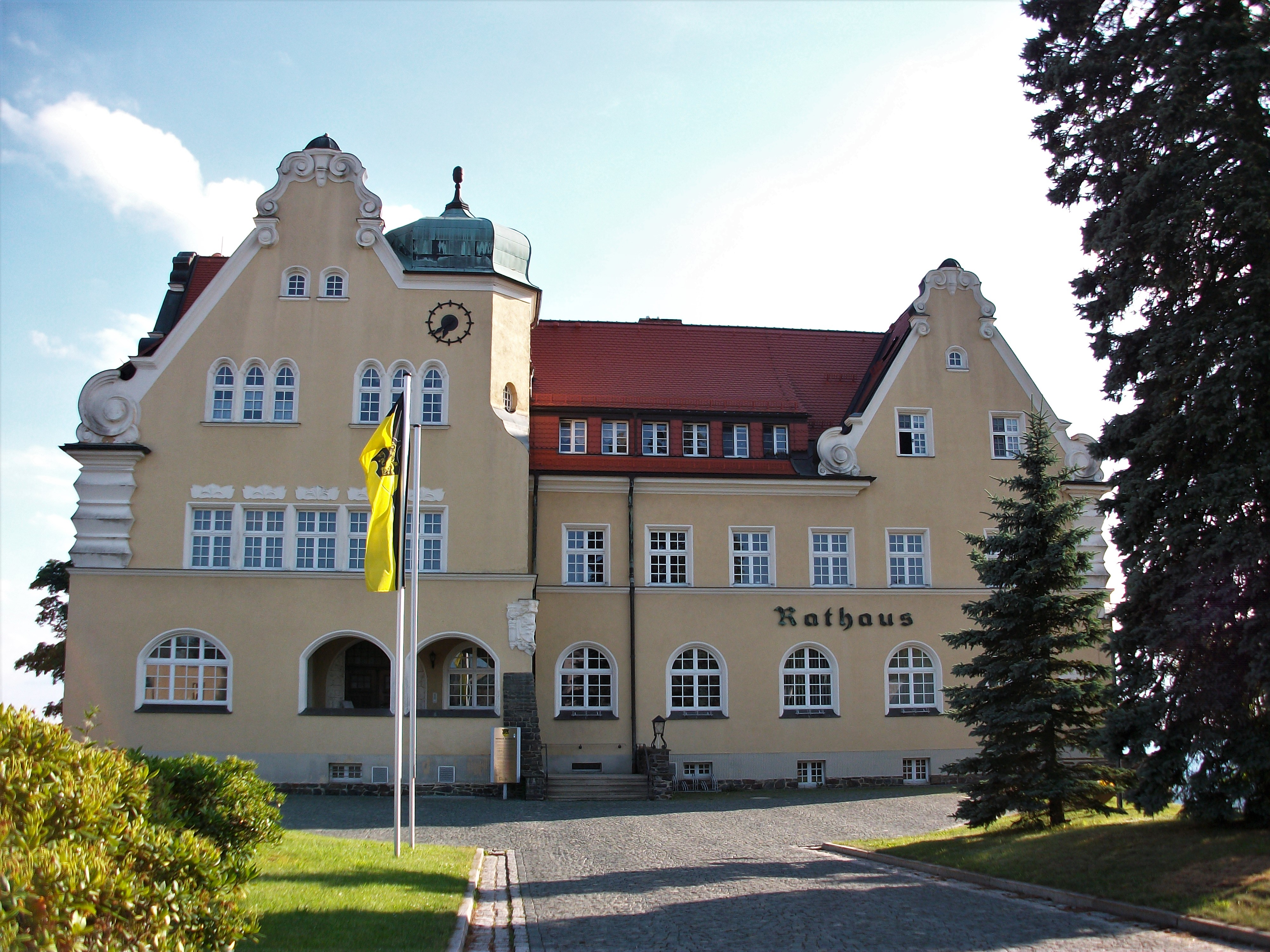
Rathaus Schöneck/Vogtland
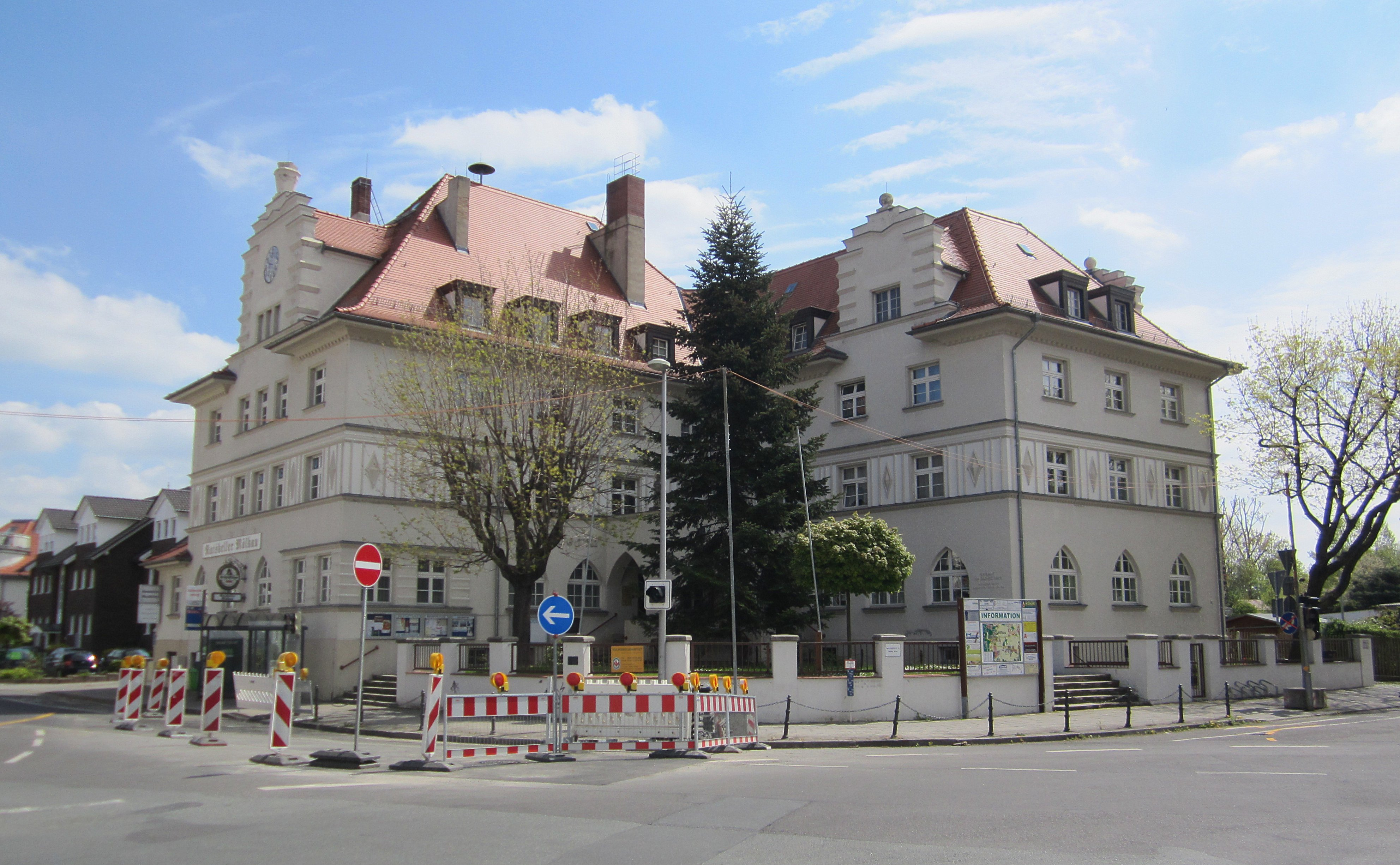
Rathaus in Leipzig-Mölkau
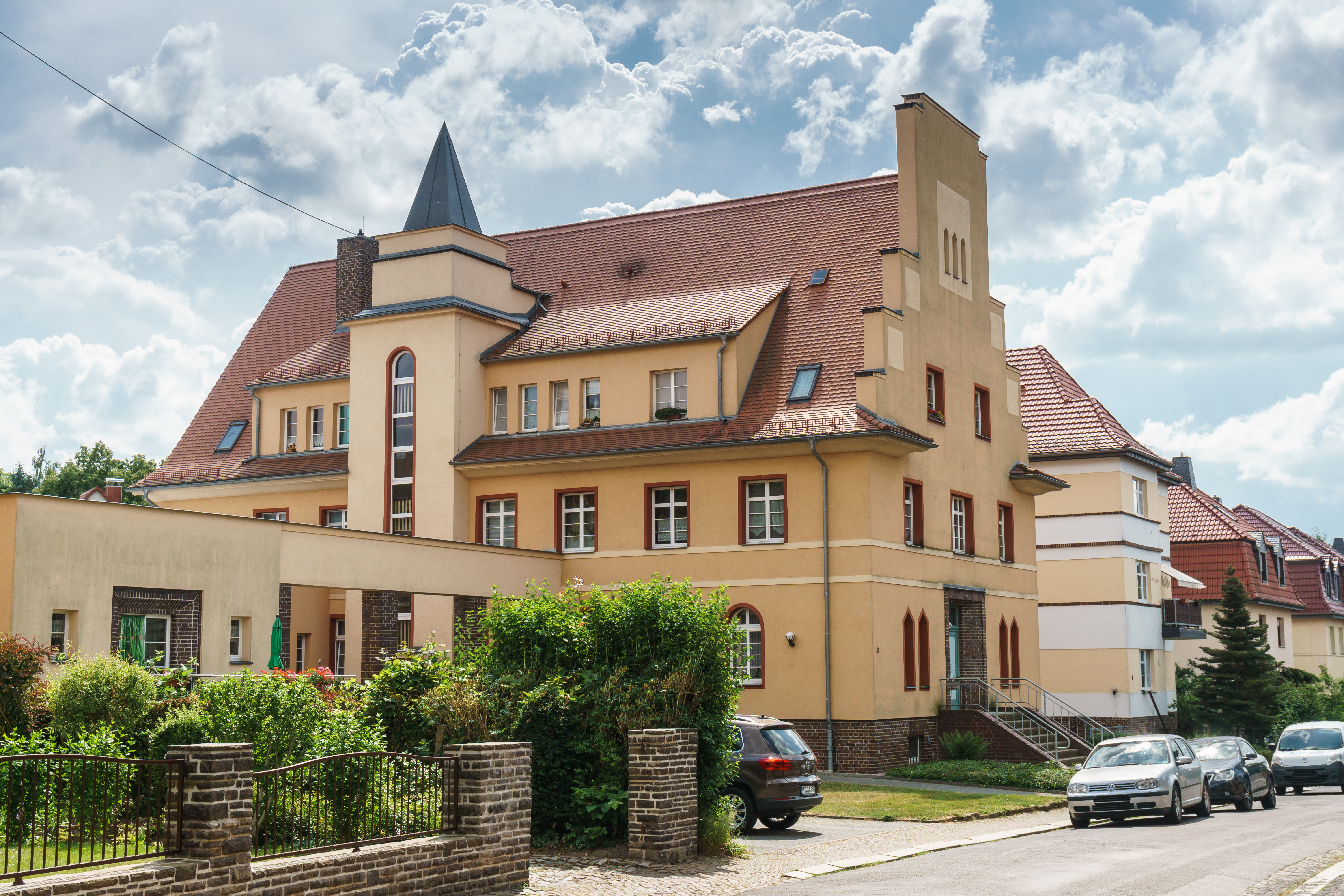
Allgemeine Ortskrankenkasse in Colditz
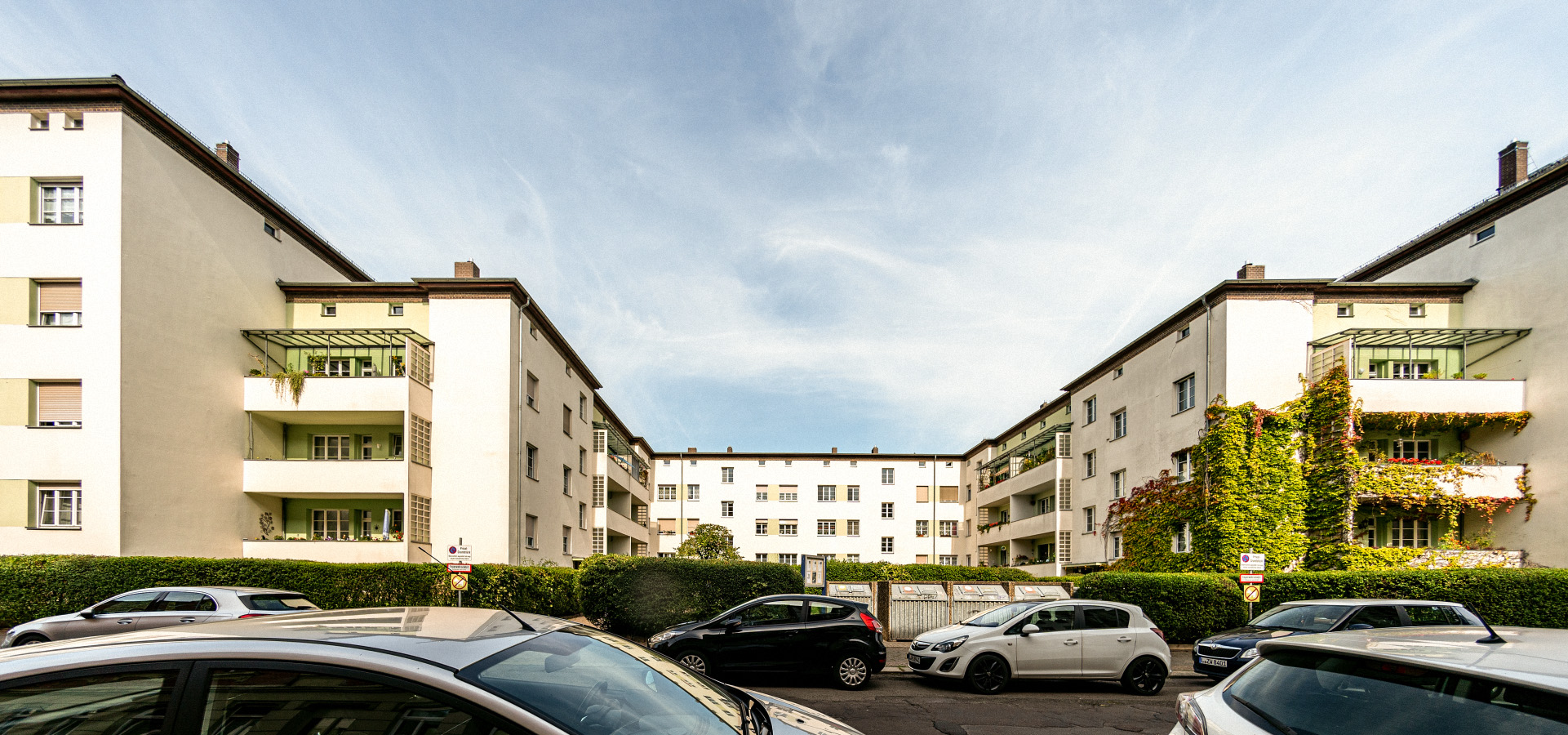
Wohnanlage in der Magdeburger Straße in Leipzig-Gohlis